# Tijdschrift voor Theologie
Tijdschrift voor Theologie is een Vlaams-Nederlands tijdschrift voor theologie en religiewetenschappen.
Het tijdschrift is opgericht in 1961 door de Vlaamse, in Nijmegen werkzame theoloog Edward Schillebeeckx. Het tijdschrift wordt sinds 2009 uitgegeven door uitgeverij Boom, en sinds 2016 door uitgeverij Peeters. Hoofdredacteur is de rooms-katholieke theoloog Erik Borgman en eindredacteur is Stephan van Erp, theoloog te Leuven. 
Het tijdschrift is het grootste tijdschrift voor academische theologie in de Lage Landen, het kenmerkt zich door artikelen die wetenschappelijk en actueel zijn. In het verleden kregen stromingen als bevrijdingstheologie en politieke theologie veel aandacht in het tijdschrift.